# Liste der Kulturgüter in Cudrefin
Die Liste der Kulturgüter in Cudrefin enthält alle Objekte in der Gemeinde Cudrefin im Kanton Waadt, die gemäss der Haager Konvention zum Schutz von Kulturgut bei bewaffneten Konflikten, dem Bundesgesetz vom 20. Juni 2014 über den Schutz der Kulturgüter bei bewaffneten Konflikten sowie der Verordnung vom 29. Oktober 2014 über den Schutz der Kulturgüter bei bewaffneten Konflikten unter Schutz stehen.
Objekte der Kategorien A und B sind vollständig in der Liste enthalten, Objekte der Kategorie C fehlen zurzeit (Stand: 1. Januar 2023).

## Kulturgüter
| Foto |                                                                                     | Objekt                                                                                            | Kat. | Typ | Standort                                             | Beschreibung |
| ---- | ----------------------------------------------------------------------------------- | ------------------------------------------------------------------------------------------------- | ---- | --- | ---------------------------------------------------- | ------------ |
| ja   | Datei hochladen · Wikidata zu Gerechtigkeitsbrunnen (Q3076194)                      | Gerechtigkeitsbrunnen / Fontaine de la Justice KGS-Nr.: 06034                                     | A    | K   | Place de la Justice 568023 / 200547                  |              |
| ja   | Datei hochladen · Wikidata zu Montet, Reformierte Kirche Saint-Théodule (Q29890726) | Montet, Reformierte Kirche Saint-Théodule / Montet, église réformée Saint-Théodule KGS-Nr.: 06035 | B    | G   | Montet, Chemin Derrière-les-Vignes 2 568739 / 199898 |              |
| BW   | Datei hochladen · Wikidata zu Chavannes, neolithische Seeufersiedlungen (Q29890728) | Chavannes, neolithische Seeufersiedlung / Chavannes, station lacustre néolithique KGS-Nr.: 06036  | B    | F   | 567500 / 200400                                      |              |
| ja   | Datei hochladen · Wikidata zu Turm (Cudrefin) (Q29890730)                           | Turm der Befestigungsanlagen / Tour des remparts KGS-Nr.: 06037                                   | B    | G   | Grand’Rue 27 568096 / 200544                         |              |
| BW   | Datei hochladen · Wikidata zu Pfarrhaus (Q29890725)                                 | Pfarrhaus / Cure KGS-Nr.: 14601                                                                   | B    | G   | Chemin Montet, Derrière-les-Vignes 1 568692 / 199901 |              |